# 濱海灣金沙酒店
滨海湾金沙（英語：Marina Bay Sands，簡稱：MBS）是位于新加坡濱海灣的綜合度假村，是该城市的标志性建筑。是世界上造價最高的獨立賭場建物，包括土地成本在内的建造成本達新加坡幣80億元（約新台幣1860億元）。于2010年4月27日開幕。
度假村是由建築師摩西·萨夫迪設計，拉斯維加斯金沙集團開發，並由韩国双龙工程建设有限公司、派利有限责任公司和有利建築(新加坡)有限公司等承建。該度假村擁有1,850間客房、120,000平方公尺的會展中心、74,000平方公尺的濱海灣金沙購物中心、以及擁有500張賭桌和1,600台老虎機的中庭賭場、博物館、大型劇院、餐廳等附屬設施。該渡假村還包括三座塔樓，其頂部設為空中花園高空觀景台，知名設施則包括一條340公尺、可容納3,902人的天橋，以及一個150公尺（490 英尺）的无边际泳池，該者也是至今世界上最大、最高的公共懸臂式游泳池。
濱海灣金沙原定於2009年開業，由於受到全球金融危機、材料結構成本上升、勞動力短缺的影響延誤建設，迫使業主拉斯維加斯金沙集團推遲其他區域的項目而分期興建。度假村和SkyPark設施率先於2010年6月23日至24日正式開業，賭場則於當年4月27日開業。2011年2月19日，藝術科學博物館向公眾開放，最終，以13分鐘燈光水上表演秀的夜間活動「Wonder Full」正式舉辦後，則標誌著濱海灣金沙的全面竣工。
濱海灣金沙酒店於2011年2月17日正式開幕，路易威登和Pangea Club兩家租戶也分別在同年9月18日和22日開業
。近年，該酒店宣布將進行擴充計畫，並將於2026年興建第四座塔樓。新塔樓包含1000間酒店客房和毗鄰可容納15,000名賓客的音樂會場地。
濱海灣金沙賭場是新加坡唯一室內吸煙合法的地方。

## 丑闻
2011年，滨海湾金沙酒店在官网上列出赌场中奖者名单。新加坡政府发现后，表示将对金沙酒店采取行动，金沙酒店随即删除了这些资料；原因是新加坡法律规定不允许赌场以赌客赌博所得作宣传。
2011年，新加坡的赌客朱云萍因赌博娱乐所得问题与金沙赌场发生纠纷，赌场经理以机器故障为由拒绝支付朱云萍机器显示的共约42万新加坡元，聲稱正確獎勵為一輛價值約26万新加坡元的跑車，朱氏和賭場職員在現場爭持不下，不少賭客聲援前者並表示未來願意為她作證。朱雲萍聘請朱时生律師向金沙發律師信追討，大半個月之後得到前者。纠纷结束后，朱云萍报称将钱用于慈善。金沙赌场也因此事件收到赌场管制局的谴责（機器技術方面而非錢財欺詐方面）。
2017年5月，香港媒體曝光，新加坡滨海湾金沙将中国乒乓球女子国家队主教练孔令輝起诉至香港高等法院，追讨200多万港元贷款，引发广泛关注。孔令辉被中国乒乓球协会停职，当局也对他的品行展开调查。后来传媒披露，借款人是他的友人，孔令辉因在文件上簽了名而成為担保人；结果孔令辉还清該筆欠款，并賠付了金沙酒店方的法律費用。
来自中国北京，入藉了澳大利亚的房地产商人王志才，在2014年，在滨海湾金沙向赌场借钱并在那儿赌博，欠了约一千万新币。金沙方面从二零一七年起经新加坡法庭讨债，要求从王志才手上拿约一千四百万新币，当中约四百万是利息，并申请个缺席裁决，起初成功。王志才方面上诉，对法庭说，他是由某中介公司招过去光顾的，并且以借据上有个人资料是对方预早填好作为理据，推断针对他的借款審批也是那中介公司干的，而且已经把还款全交给那中介公司了，金沙方面却说没有跟任何中介公司合作，接着王志才方面找来了个那中介公司的人当证人，向法庭点出王志才的借还款，实际上是经过了哪个中介公司职员和哪个赌场职员的，金沙方面也反驳不了。然后法庭收回金沙方面拿了的缺席裁决，改为由双方以后对簿公堂处理。在二零一九年，金沙方面和王志才方面庭外和解。
2019年，中国人Wang Xi在新加坡法庭控告滨海湾金沙，指稱酒店2015年用假簽名辦手續，把他存放在赌场的910万新幣轉賬走了，双方在2020年庭外和解。接着美国母公司拉斯维加斯金沙、美国政府和新加坡政府都因此调查滨海湾金沙。上述纠纷引发的调查，初步揭发滨海湾金沙从2010年至2018年，赌客户口间的款项转移有16.4亿新元，可能是洗黑钱操作；内部亦有举报人为此顶证。

## 设施
有一家酒店、會議中心與展覽設施、劇院；設有賭場、商場、和多个餐館。
濱海灣金沙的三棟塔樓頂端，托著外形像船隻的懸臂平台，設有無邊際游泳池、空中花園、觀景台。

## 圖集

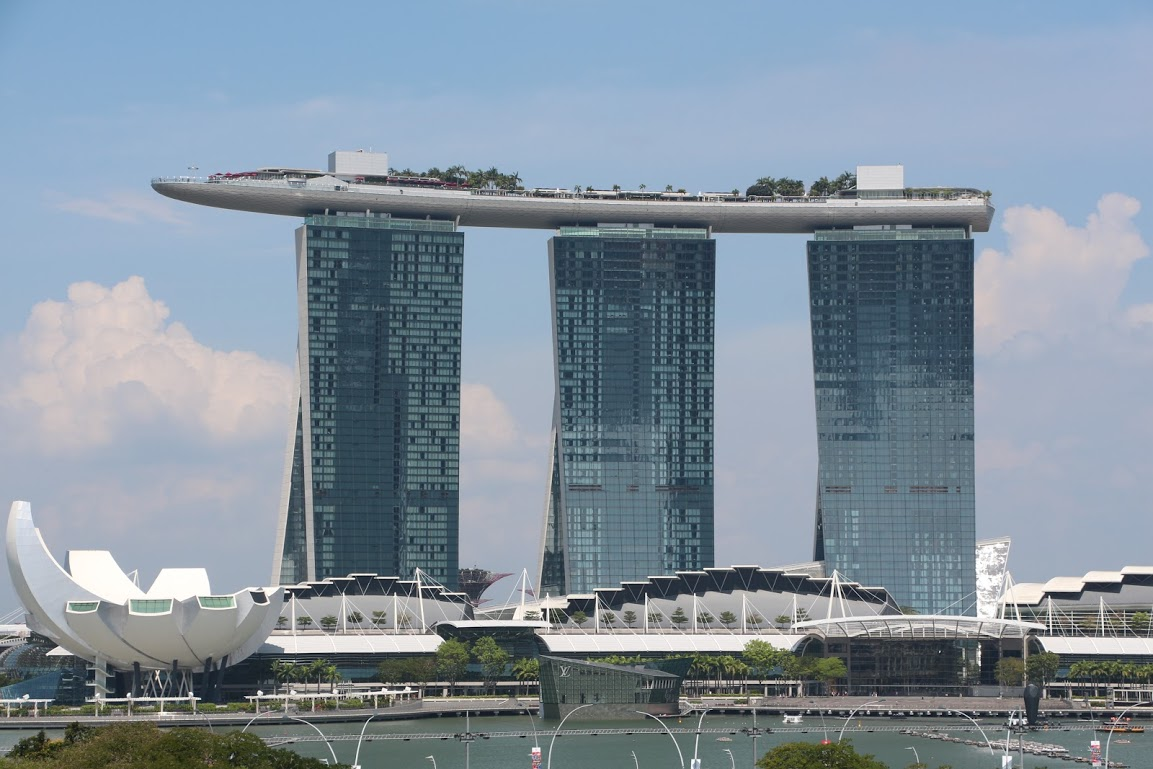
濱海灣金沙的三座塔，左邊是藝術科學博物館
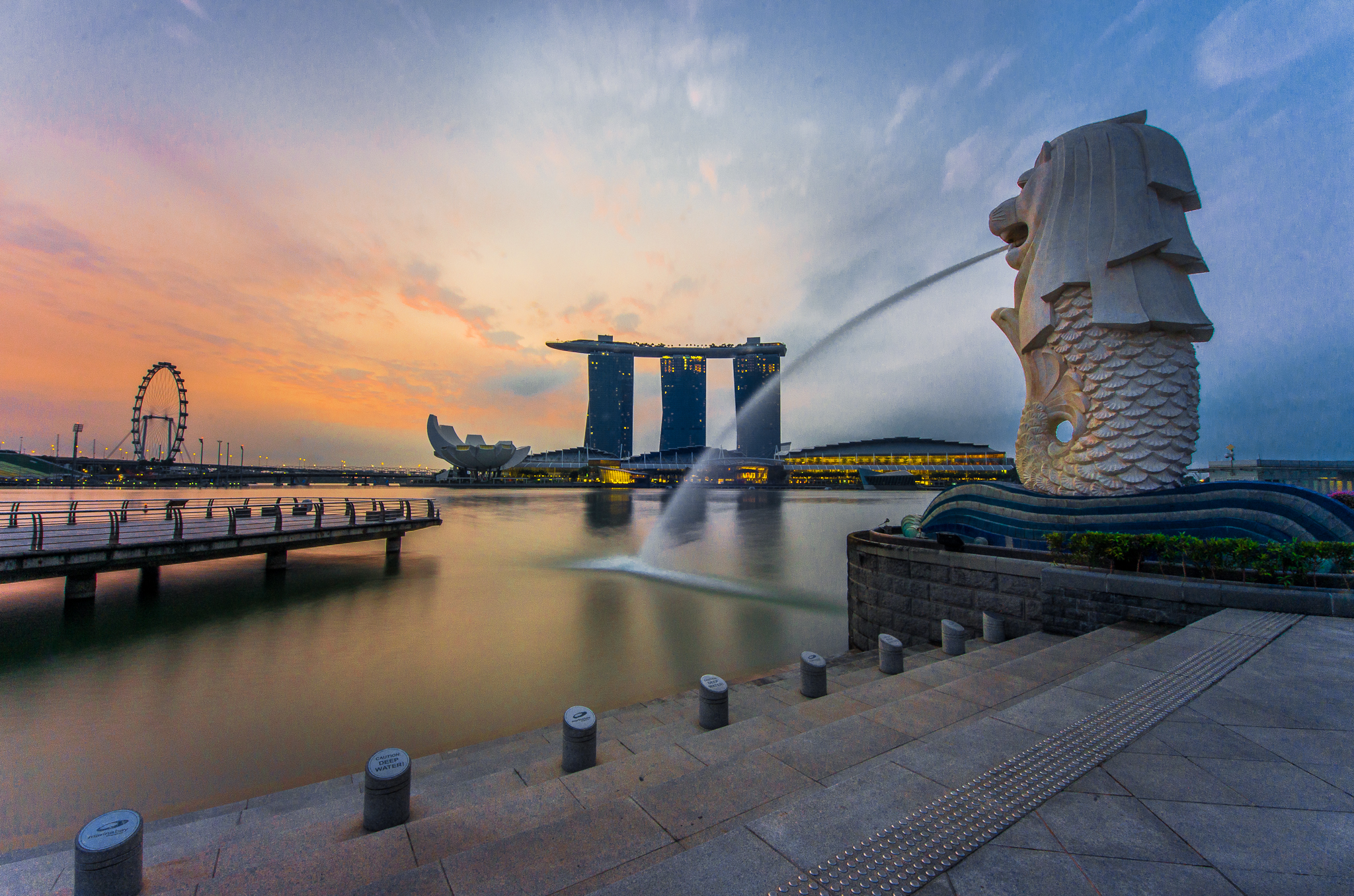
從鱼尾狮公園看濱海灣金沙酒店
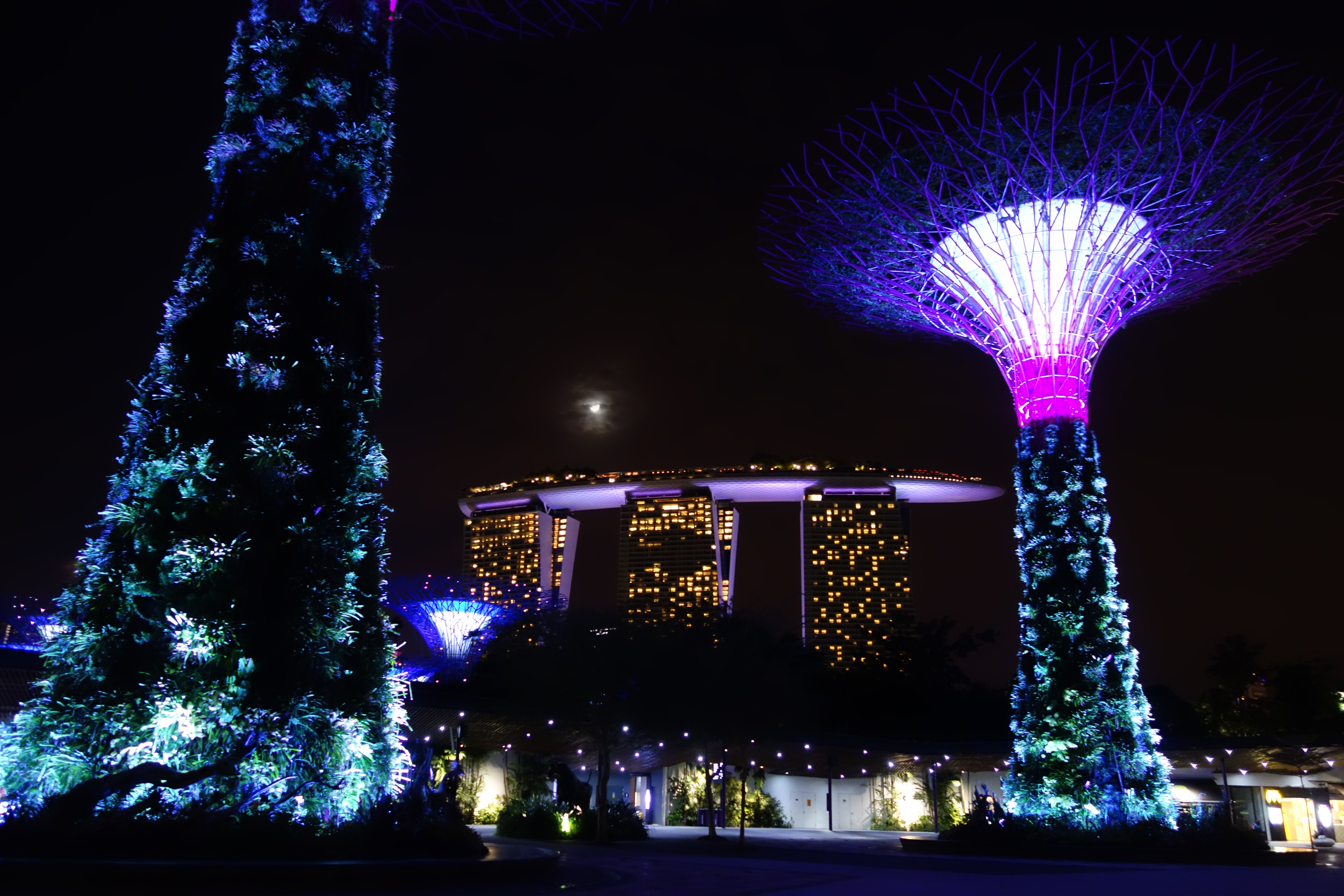
從濱海灣花園看濱海灣金沙夜景
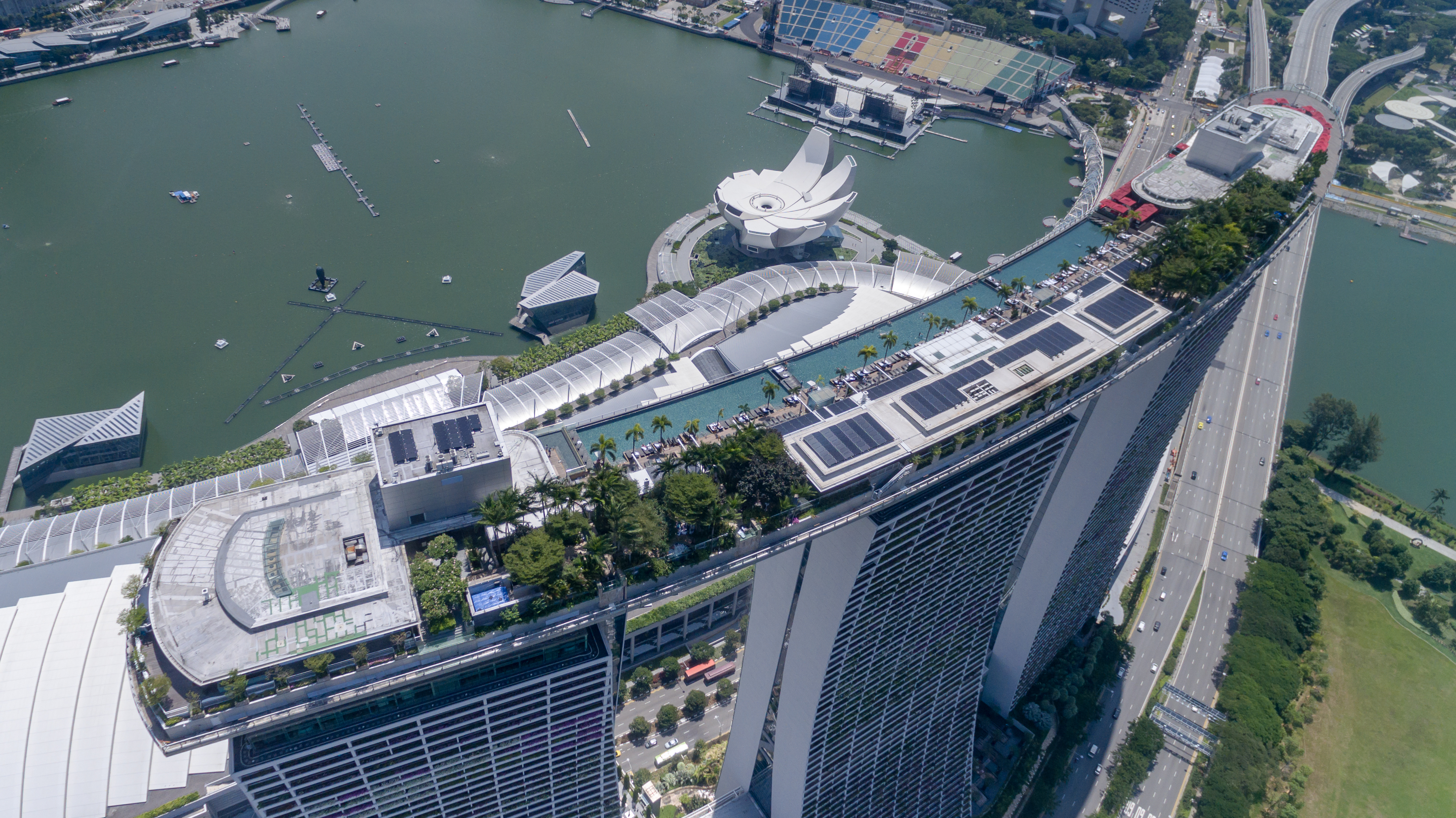
空中俯瞰濱海灣金沙屋頂泳池

## 流行文化
濱海灣金沙的塔樓曾多次出現在美國真人秀節目《極速前進》的各種版本中，包括《极速前进亚洲版》第四季，澳洲版《極速前進》第一季，以色列版《極速前進》第二季，和美國原版《极速前进》第25季，其主要任務皆是以在金沙酒店的兩座塔樓之間的走钢丝任務為特色。
2015年的電子遊戲《使命召唤：黑色行动III》中出現了該建築的毀壞版本，該遊戲發生在一場生化災難，導致新加坡東半部大部分地區荒廢約10年後的世界。
2016年電影《ID4星際重生》的預告片中有一個場景，描繪了在被盤旋的外星飛船引力將濱海灣金沙摧毀的場景。濱海灣金沙也出現在2018年的電影《瘋狂亞洲富豪》中，2019年動畫電影《名偵探柯南：紺青之拳》中，濱海灣金沙酒店作為小蘭一行人下塌的酒店及最終的對決場所。